# NGC 7347
NGC 7347 este o galaxie spirală situată în constelația Pegas. A fost descoperită în 9 octombrie 1830 de către John Herschel. Se află la o distanță de 33,11 de megaparseci de Pământ.